# Emesis emesia
Emesis emesia is een vlindersoort uit de familie van de prachtvlinders (Riodinidae), onderfamilie Riodininae.
Emesis emesia werd in 1867 beschreven door Hewitson.